# Edshults säteri
Edshults säteri var en sätesgård i Edshults socken i Eksjö kommun.

## Historik
Edshults säteri är ett säteri i Edshults socken, Södra Vedbo härad. Säteri är beläget nära sjön Solgen och Edshults kyrka. Gården ägdes på 1670-talet av majoren Erik Julius Cederhielm och därefter av grevinnan Anna Maria Kruus. Denägdes därefter av greve C. Axel Lewenahupt och grevinnan Charlotta Stenbock. År 1859 ägdes gårdens av majoren Carl Key.